# Lecane robertsonae
Lecane robertsonae är en hjuldjursart som beskrevs av Segers 1993. Lecane robertsonae ingår i släktet Lecane och familjen Lecanidae. Inga underarter finns listade i Catalogue of Life.